# A Ballads
A BALLADS – druga kompilacja piosenkarki Ayumi Hamasaki. Płyta została wydana 12 marca 2003 roku. W Japonii kosztowała ¥ 3 150. Sprzedano 1 040 998 kopii. Album znalazł się na 1. miejscu w rankingu Oricon.

## Lista utworów
Wszystkie utwory zostały napisane przez Ayumi Hamasaki (z wyjątkiem ścieżki 14).
| #  | Tytuł                              | Muzyka           | Aranżacja             | Czas |
| -- | ---------------------------------- | ---------------- | --------------------- | ---- |
| 1  | "RAINBOW"                          | CREA, D・A・I    | CMJK                  | 5:30 |
| 2  | "appears" (HΛL'S Progress)         | Kazuhito Kikuchi | HΛL                   | 6:00 |
| 3  | "Key ～eternal tie ver.～"         | Kunio Tago       | Naoto Suzuki          | 3:18 |
| 4  | "YOU" (nothern breeze)             | Yasuhiko Hoshino | Tasuku                | 5:07 |
| 5  | "TO BE" (2003 ReBirth Mix)         | D・A・I          | Naoto Suzuki, D・A・I | 5:23 |
| 6  | "HANABI"                           | CREA, D・A・I    | CMJK                  | 4:53 |
| 7  | "M" (HΛL'S Progress)               | CREA             | HΛL                   | 5:48 |
| 8  | "Dearest"                          | CREA, D・A・I    | Naoto Suzuki          | 5:37 |
| 9  | "Dolls"                            | CREA             | HΛL                   | 6:00 |
| 10 | "SEASONS" (2003 ReBirth Mix)       | D・A・I          | Naoto Suzuki          | 4:24 |
| 11 | "Voyage"                           | CREA, D・A・I    | Ken Shima             | 5:10 |
| 12 | "A Song for XX"(030213 Session #2) | Yasuhiko Hoshino | Shingo Kobayashi      | 5:55 |
| 13 | "Who..." (Across the Universe)     | Kazuhito Kikuchi | CMJK                  | 5:40 |
| 14 | "Sotsugyō Shashin (jap. 卒業写真)" | Yumi Arai        | Tasuku                | 4:23 |